# 薄鳳䲁
薄鳳䲁（學名：Salarias segmentatus），又稱薄唇齒䲁，為輻鰭魚綱鳚形目䲁科鳳䲁屬的一種，分布於中西太平洋印尼、新幾內亞、所羅門群島與帛琉海域，深度0至12公尺，本魚體延長略側扁，頭短鈍，上下唇光滑，背部和尾部兩側的紅色斑點，以及胸部有一個大白斑點，背鰭硬棘12枚、背鰭軟條17-19枚、臀鰭硬棘2枚、臀鰭軟條17-20枚，體長可達11公分，棲息在藻類豐富的淤泥海灣和潟湖的死珊瑚周圍或上面，雌魚產附著性卵，雄魚有護卵行為，幼魚為浮游性，生活習性不明，可做為觀賞魚。